# Energetic Particles Explorer
Energetic Particles Explorer, ou abreviadamente EPE, e também conhecido como S 3, foi um modelo de satélites artificiais estadunidense pertencente ao programa Explorer e dedicado ao estudo dos raios cósmicos, o vento solar, e o campo magnético terrestre e interplanetário.
Ao todo foram lançados quatro satélites da série EPE, todos bem sucedidos e lançados a partir da base de Cabo Canaveral, o primeiro através de um foguete Delta, os dois seguintes por foguetes Delta A e o último por um Delta C.

## Histórico de lançamentos
| Satélite    | Data                             | Plataforma de lançamento | Resultado | Notas                                            |
| ----------- | -------------------------------- | ------------------------ | --------- | ------------------------------------------------ |
| Explorer 12 | 16 de agosto de 1961, 3:21 GMT   | Cabo Canaveral           | Êxito     | Primeiro lançamento de um satélite da série EPE. |
| Explorer 14 | 2 de outubro de 1962, 22:11 GMT  | Cabo Canaveral           | Êxito     |                                                  |
| Explorer 15 | 27 de outubro de 1962, 23:15 GMT | Cabo Canaveral           | Êxito     |                                                  |
| Explorer 26 | 21 de dezembro de 1964, 9:00 GMT | Cabo Canaveral           | Êxito     | Último lançamento de um satélite da série EPE.   |